# エディ・ポン
エディ・ポン（彭于晏、Peng Yu-Yen、1982年3月24日 - ）は台湾の俳優。国籍はカナダ。

## 来歴
- 身長 - 182cm
- 体重 - 70kg
- 血液型 - AB型
- 学歴 - ブリティッシュコロンビア大学経済学部中退

澎湖生まれ。13歳のとき、カナダへ移住。 ブリティッシュコロンビア大学で経済学を専攻し、将来はビジネスマンになると思っていた。
しかし、祖母が亡くなり、台湾に帰った際、「愛情白皮書（「あすなろ白書」台湾版テレビドラマ）」の監督、楊大慶にスカウトされる。その後、彼は俳優業をするため、大学を中退。
2021年3月、中国新疆ウイグル自治区での少数民族ウイグル族の強制労働を懸念し、「新疆綿」の不使用を表明したファッションブランドに対する不買運動が中国で起こり、批判の対象となったブランドの広告塔を台湾の芸能人が相次いで契約終了を発表。エディ・ポンもアディダスとの契約を終了した。

## 出演

### ドラマ
- 2002年 - あすなろ白書 - 瞿守治（取手治） 役
- 2003年 - 恋の香り - 金承天 役
- 2004年 - 仙劍奇俠傳 - 唐鈺 役
- 2004年 - 我只在乎你 - 林青雲 役
- 2005年 - イルカが猫に恋をした - 徐蔚 役
- 2006年 - 楊家将伝記 兄弟たちの乱世 - 楊延嗣 役
- 2007年 - 墾丁は今日も晴れ! - 鍾漢文 役
- 2008年 - ハチミツとクローバー（原作：羽海野チカ『ハチミツとクローバー』 - 任森田（森田忍） 役
- 2009年 - 協奏曲 - 袁浩 役
- 2014年 - 風中の縁 - 衛無忌 役

### 映画
2005年
- 紀錄

2006年
- 午夜照相館
- 『ウエストゲートNo.6』 六號出口 - 范達音 役

2007年
- 『DNAがアイ・ラブ・ユー』 基因決定我愛你 - 小熊 役
- 泥巴色的純白

2008年
- 女人不壞
- 『誘惑の罠』 愛的發聲練習

2009年
- 『聴説』 聽說（大阪アジアン映画祭2010で上映）

2010年
- 『恋人のディスクール』 戀人絮語（第7回大阪アジアン映画祭で上映）

2011年
- 『ジャンプ!アシン』 翻滾吧！阿信（第26回福岡アジア映画祭2012で上映）

2012年
- 『LOVE』愛 LOVE（第7回大阪アジアン映画祭で『LOVE』の邦題で、2012東京・中国映画週間で『愛』の邦題で上映）
- 『TAICHI/太極 ゼロ』 太極1從0開始
- 『TAICHI/太極 ヒーロー』 太極2英雄崛起
- 『コールド・ウォー 香港警察 二つの正義』 寒戰

2013年
- 『激戦 ハート・オブ・ファイト』 激戰
- 『最後の晩餐』 分手合約

2014年
- 『ライズ・オブ・ザ・レジェンド 炎虎乱舞』 黃飛鴻之英雄有夢
- 『君といた日々』 匆匆那年（2015東京・中国映画週間で上映）

2015年
- 『疾風スプリンター』 破風

2016年
- 『おじいちゃんはデブゴン』 特工爺爺
- 『コールド・ウォー 香港警察 堕ちた正義』 寒戰2
- 『コール・オブ・ヒーローズ 武勇伝』 危城
- 『オペレーション・メコン（中国語版）』 湄公河行动
- 『グレートウォール』 長城

2017年
- 『乗風破浪〜あの頃のあなたを今想う』 乗風破浪（電影2018で上映）
- 明月幾時有
- 『-悟空伝-』 悟空傳

2019年
- 『深夜食堂』 健身教練

2020年
- 『レスキュー（中国語版）』緊急救援

2021年
- 『第一炉香』 第一炉香（第33回東京国際映画祭で上映）

### CM
- 資生堂化粧
- コカコーラ
- カネボウ　KATE TOKYO

## 音楽活動

### アルバム
- 『非愛不可』 2010年4月23日（日本未発売）